# Chrysolina dolini
Chrysolina dolini é uma espécie de artrópode pertencente à família Chrysomelidae.